# Elton (Louisiana)
Elton és una població dels Estats Units a l'estat de Louisiana. Segons el cens del 2000 tenia 1.261 habitants.

## Demografia
Segons el cens del 2000, Elton tenia 1.261 habitants, 489 habitatges, i 342 famílies. La densitat de població era de 295,1 habitants/km².
Dels 489 habitatges en un 32,5% hi vivien nens de menys de 18 anys, en un 48,9% hi vivien parelles casades, en un 17,4% dones solteres, i en un 29,9% no eren unitats familiars. En el 26,2% dels habitatges hi vivien persones soles el 13,1% de les quals corresponia a persones de 65 anys o més que vivien soles. El nombre mitjà de persones vivint en cada habitatge era de 2,58 i el nombre mitjà de persones que vivien en cada família era de 3,12.
Per edats la població es repartia de la següent manera: un 28,5% tenia menys de 18 anys, un 9,6% entre 18 i 24, un 24,6% entre 25 i 44, un 23,2% de 45 a 60 i un 14,1% 65 anys o més.
L'edat mediana era de 35 anys. Per cada 100 dones de 18 o més anys hi havia 83,3 homes.
La renda mediana per habitatge era de 21.384 $ i la renda mediana per família de 28.359 $. Els homes tenien una renda mediana de 22.500 $ mentre que les dones 16.417 $. La renda per capita de la població era de 10.713 $. Entorn del 26,6% de les famílies i el 32% de la població estaven per davall del llindar de pobresa.

## Poblacions més properes
El següent diagrama mostra les poblacions més properes.